# Pherbellia luctifera
Pherbellia luctifera är en tvåvingeart som först beskrevs av Friedrich Hermann Loew 1861.  Pherbellia luctifera ingår i släktet Pherbellia och familjen kärrflugor. Inga underarter finns listade i Catalogue of Life.